# 简并能级
简并能级（英語：Degenerate energy level）在物理学中，简并是指被当作同一较粗糙物理状态的两个或多个不同的较精细物理状态。:p. 48
例如：
- 在量子力学中，原子中的电子，由其能量确定的同一能级状态，可以有两种不同自旋量子数的状态，该能级状态是两种不同的自旋状态的简并态。
- 在统计物理学中，宏观上由压强、体积、温度确定的同一宏观热力学状态，在微观上可以对应大量不同的微观状态，该热力学状态是这些微观状态的简并态。

简并在量子力学和统计物理中的意义不同，在统计物理中，简并是指量子效应明显的体系。:p. 52
含有简并电子基态的非直线型分子都会产生姜-泰勒效应，而发生构型扭曲，例如六水合铜离子[Cu(OH2)6]2+的表象平面正方结构。